# Międzynarodowy Dzień Archiwów
Międzynarodowy Dzień Archiwów, ang. International Archives Day – święto obchodzone corocznie 9 czerwca ustanowione podczas 16. Międzynarodowego Kongresu Archiwów w Kuala Lumpur na pamiątkę utworzenia Międzynarodowej Rady Archiwów (ICA) w 1948 roku będącej pod auspicjami UNESCO.
Konferencja Generalna UNESCO na swojej 33. sesji w Paryżu (2005) ogłosiła dzień 27 października Światowym Dniem Dziedzictwa Audiowizualnego. Stał się on okazją do podniesienia świadomości społecznej na temat znaczenia archiwów audiowizualnych oraz bodźcem do działań na rzecz ich zachowania. Inicjatywa obejmowała jednak tylko archiwa zagrożone i wymagające szczególnej uwagi. Postanowiono ją zatem rozszerzyć o informację na temat konserwacji dokumentów i porady, jak dbać m.in. o rodzinne archiwa.
Z tego powodu na Zwyczajnym Walnym Zgromadzeniu w listopadzie 2007 roku ICA na własną rękę postanowiła rozpocząć obchody Międzynarodowego Dnia Archiwów, wyznaczając je na dzień 9 czerwca, w rocznicę powstania w 1948 Międzynarodowej Rady Archiwów pod auspicjami UNESCO. Wybór ten został przyjęty przez Zarząd ICA i społeczność archiwów.
Obchody mają na celu m.in. rozwój i ułatwienie dostępu do światowych zasobów archiwalnych. Obecnie Rada zrzesza około 1400 instytucji ze 199 krajów świata. Tego dnia archiwa na całym świecie przypominają o swojej misji i znaczeniu dla zbiorowej pamięci narodów i społeczeństw.

## Obchody w Polsce
W dniach 7–10 czerwca 2013 w większości polskich archiwów państwowych, w ponad 20 miastach, odbyły się Dni Otwarte. Można było w trakcie ich trwania obejrzeć wystawy i filmy, uczestniczyć w prezentacjach, spotkaniach i konkursach. W tych dniach w archiwach odbywały się warsztaty: genealogiczne oraz z zabezpieczania i czytania dokumentów. To jedna z niewielu okazji, aby zwiedzić archiwum od zaplecza, zobaczyć magazyny, w których spoczywają najcenniejsze archiwalia, zajrzeć do pracowni digitalizacji dokumentów.
W 2014, w dniach 6–9 czerwca, archiwa państwowe zorganizowały w ponad 40 miastach Dni Otwarte. Ich tematem były archiwa rodzinne.

## Dzień Archiwisty (Polska)
Oprócz Międzynarodowego Dnia Archiwów, 30 września w Polsce został ustanowiony Dniem Archiwisty, decyzją Naczelnego Dyrektora Archiwów Państwowych w 2019 roku
Pierwsze obchody Dnia Archiwisty odbyły się 30 września 2019 roku i poświęcone zostały w szczególności archiwistom rodzinnym. Tego dnia w archiwach państwowych w całym kraju odbyły się otwarte warsztaty z opracowywania, konserwacji i digitalizacji domowych zbiorów pt. „Zostań rodzinnym archiwistą”.